# トルナ県
トルナ県（Tolna (ハンガリー語: Tolna vármegye, 発音 [ˈtolnɒ]; ドイツ語: Komitat Tolnau)）は、ハンガリーの県。ドナウ川西岸に位置し、ショモジ県、フェイェール県、バーチ・キシュクン県、バラニャ県と接する。県面積3703平方km、県人口250,284人。県都はセクサールド。
トルナ県は、かつてのハンガリー王国にも存在していた。旧トルナ県の面積は、現在のトルナ県とほぼ同じであった。

## 主な市町
- セクサールド
- ドンボーヴァール（en:Dombóvár）
- パクシュ（en:Paks）

## ギャラリー

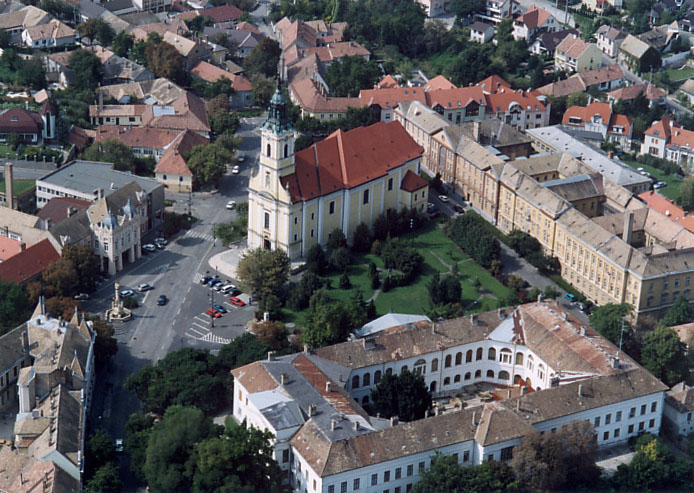
セクサールド市街
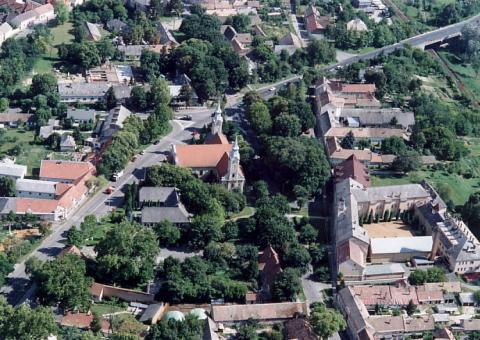
ドンボーヴァール市街